# Manteco
Manteco är en ort i Mexiko.   Den ligger i kommunen Xilitla och delstaten San Luis Potosí, i den centrala delen av landet, 210 km norr om huvudstaden Mexico City. Manteco ligger 472 meter över havet och antalet invånare är 226.
Terrängen runt Manteco är kuperad österut, men västerut är den bergig. Runt Manteco är det ganska tätbefolkat, med 96 invånare per kvadratkilometer. Närmaste större samhälle är Villa Terrazas, 16,0 km nordost om Manteco. I omgivningarna runt Manteco växer i huvudsak städsegrön lövskog.